# Agency for the Legal Deposit Libraries
Agency for the Legal Deposit Libraries – agencja działająca w Wielkiej Brytanii  i zajmująca się pozyskiwaniem egzemplarzy obowiązkowych w imieniu pięciu bibliotek, które zgodnie z prawem mogą otrzymać je, jeśli wyślą w ciągu roku wniosek do wydawcy o jego dostarczenie. Powstała w 2009 roku i mieści się w Edynburgu.   

## Historia
Agencja powstała 2 marca 2009 roku w Edynburgu. Zastąpiła agencję o tej samej nazwie, która miała siedzibę w Londynie, podlegała ona University of Cambridge, ale problemy lokalowe zmusiły agencję do przeprowadzki. Nie tylko zmieniła lokalizację w 2009 roku, ale również przeszła pod zarząd Biblioteki Narodowej Szkocji.  Działa w imieniu Biblioteki Bodlejańskiej, Biblioteki Uniwersytetu w Cambridge, Biblioteka Trinity College w Dublinie, Narodowej Biblioteki Walijskiej i Biblioteki Narodowej Szkocji. Te pięć bibliotek na mocy Ustawy o egzemplarzu obowiązkowym z 2003 roku (Legal Deposit Libraries Act 2003) oraz Ustawy o prawach autorskich i pokrewnych z 2000 roku (Copyright and Related Rights Act 2000) mają prawo do bezpłatnej kopii dowolnego materiału opublikowanego w Wielkiej Brytanii lub Irlandii w ciągu 12 miesięcy od jego opublikowania. Aby go otrzymać biblioteka musi wysłać wniosek w formie pisemnej lub elektronicznej do wydawcy. Ten w ciągu miesiąca od dnia publikacji, jeśli wniosek wpłynął przed opublikowaniem lub miesiąca od dnia wpłynięcia wniosku, musi go przesłać albo do biblioteki, albo do Agencji.   
Agencja zajmuje się wysyłaniem próśb w imieniu bibliotek do wydawców, którzy mają obowiązek przesłać kopie bezpośrednio do bibliotek lub do Agencji. Wielu wydawców przesyła kopie prac do Agencji jeszcze przed otrzymaniem wniosku. Uprawnione biblioteki mogą również samodzielnie  przesyłać prośby bezpośrednio do wydawców.  
Agencja nie działa w imieniu Biblioteki Brytyjskiej, która zgodnie z ustawą ma specjalny status. Oznacza to, że ma prawo do otrzymywania kopii każdego opublikowanego dokumentu na terenie Wielkiej Brytanii, bez konieczności wysyłania zapotrzebowania na nie. Ma ona własne Biuro Depozytów Prawnych które zajmuje się odbiorem dostarczonych materiałów. Z podobnych powodów Agencja nie działa na rzecz Biblioteki Narodowej Irlandii, biblioteki Uniwersytetu w Limerick, biblioteki Dublin City University, ani biblioteki National University of Ireland, które mają prawo do otrzymywania dokumentów opublikowanych w Irlandii.  

## Lokalizacja
Agencja po przeprowadzce do Edynburga w 2009 roku mieściła się w budynku Biblioteki Narodowej Szkocji na 161 Causewayside, a w 2019 roku przeniosła się do 21 Marnin Way. 